# کونیکا اف‌پی-۱
کونیکا اف‌پی-۱ (به انگلیسی: Konica FP-1) یک دوربین عکاسی ساخت شرکت کونیکا است.